# Canadá en los Juegos Olímpicos de Múnich 1972
Canadá estuvo representado en los Juegos Olímpicos de Múnich 1972 por un total de 208 deportistas que compitieron en 18 deportes.  
El portador de la bandera en la ceremonia de apertura fue el yudoca Douglas Rogers.

## Medallistas
El equipo olímpico canadiense obtuvo las siguientes medallas:
| Nombre                                                  | Deporte  | Competición       |
| ------------------------------------------------------- | -------- | ----------------- |
| Oro                                                     |          |                   |
| —                                                       |          |                   |
| Plata                                                   |          |                   |
| Bruce Robertson                                         | Natación | 100 m mariposa M  |
| Leslie Cliff                                            | Natación | 400 m estilos F   |
| Bronce                                                  |          |                   |
| Donna Gurr                                              | Natación | 200 m espalda F   |
| Erik Fish William Mahony Bruce Robertson Robert Kasting | Natación | 4 × 100 estilos M |
| David Miller John Ekels Paul Cote                       | Vela     | Soling M          |